# Divadlo Vaňkovka
Divadlo Vaňkovka je divadlo pro nejmenší děti. Repertoár je složen převážně z pohádkových vystoupení.

## Budova divadla
Sál divadla se nachází v budově Slévárny Vaňkovka v Brně.